# Тинівка (рід)
Тині́вка (Prunella) − єдиний рід горобцеподібних птахів родини тинівкових (Prunellidae). Поширені в Палеарктиці. Птахи невеликого розміру, екологічно близькі до в'юркових.

## Морфологічні ознаки
Довжина тіла 14—18 см. У більшості видів спинний бік рудувато-коричневато-сірий з темною строкатістю, черево сірувате. Забарвлення самців і самиць подібне, однак у деяких видів самці дещо яскравіші, масивніші та мають довші крила, ніж самиці. Молоді птахи забарвлені строкато. Оперення густе та щільне. Дзьоб тонкий, невеликий, розширений при основі та звужений до кінчика. Ніздрі прикриті шкіряними кришечками, у кутках роту жорсткі щетинки. Ноги міцні, з короткими пальцями, цівка спереду вкрита поперечними щитками. Крила заокруглені, першорядних махових пер 10. Хвіст коротший за крила, обрізаний прямо, дещо заокруглений або з вирізкою, стернових пер 12. Линяють один раз на рік, після репродуктивного періоду.

## Поширення та місця існування
Поширені в Євразії — від Скандинавії до Японії; тинівка альпійська зустрічається в Північній Африці, тинівка передньоазійська — за межами Палеарктичної області, на півдні Аравійського півострів.
Населяють ліси, зарості кущів, у горах мешкають на висоті до 5000 м над р. м.

## Особливості екології
У північних широтах перелітні, в окремих частинах ареалу осілі, гірські види здійснюють сезонні вертикальні переміщенні. Малопомітні птахи, ведуть прихований спосіб життя. Великий зграй не утворюють. Гніздо, яке будує самка, являє собою щільну відкриту чашу, яка сплетена з рослинного матеріалу, з вистилкою з волосся, шерсті та пір'я. Гніздо розміщують невисоко на дереві, в кущах, розщілинах скель, на землі між корінням. У кладці 3—6 гладеньких блакитно-зелених яєць. У деяких видів протягом року 2—3 кладки. Насиджує самка, або обидва з батьків протягом 12—13 днів; стільки ж пташенята проводять у гнізді від вилуплення до вильоту. У видів, що гніздяться високо в горах, ці терміни довші.
Для тинівкових характерні складні типи статевих стосунків. Наприклад, у лісової тинівки — від класичних пар до полігінії (самець спарюється з 2-3 самками) та полігінандрії (декілька самців спарюються з декількома самками). У альпійської тинівки спостерігається полігінандрія — гніздову територію займає група птахів, яка складається з 3 або 4 самців та 3 або 4 самок.
Пісня у більшості видів — дзвінкі трелі.
У репродуктивний період живляться комахами, під час міграцій та взимку — насінням, яке збирають на землі, у заростях рослинності, між камінням.

## Систематика
Тинівка — монотиповий рід родини тинівкових, включає 13 видів. В Україні трапляється 3 види.
- Рід: Тинівка (Prunella)
  - Тинівка чорногорла (Prunella atrogularis)
  - Тинівка альпійська (Prunella collaris) — в Україні рідкісна гніздова, перелітна, занесена до Червоної книги України
  - Тинівка аравійська (Prunella fagani)
  - Тинівка бліда (Prunella fulvescens)
  - Тинівка гімалайська (Prunella himalayana)
  - Тинівка тибетська (Prunella immaculata)
  - Тинівка монгольська (Prunella koslowi)
  - Тинівка лісова (Prunella modularis) — в Україні гніздова, перелітна
  - Тинівка сибірська (Prunella montanella) — в Україні рідкісний залітний вид
  - Тинівка передньоазійська (Prunella ocularis)
  - Тинівка рудовола (Prunella rubeculoides)
  - Тинівка японська (Prunella rubida)
  - Тинівка рудоброва (Prunella strophiata)